# Wireless Internet service provider
Per wireless Internet service provider (abbreviato con WISP) si intende generalmente un fornitore di servizi internet che offra connettività ad Internet realizzando l'ultimo miglio con tecnologie che sfruttino la trasmissione via radio dei dati, denominate anche Broadband Wireless Access.

## Descrizione
Spesso tali provider realizzano una rete radio per il trasferimento dei dati su aree ad estensione geografica (in sostanza costruendo delle dorsali), ma in alcuni casi utilizzano tecnologie radio per coprire unicamente l'ultimo miglio, collegando quindi i ripetitori destinati a servire gli utenti direttamente alla dorsale cablata. 
Alcuni WISP possiedono dei propri punti d'accesso con connessione in fibra ottica, con connettività fornita da operatori di telecomunicazioni e, eventualmente, collegamenti ad uno o più Internet Exchange Point. WISP generalmente più piccoli, si appoggiano a classiche connessioni DSL (per esempio HDSL) fornite, all'ingrosso, da altri provider. 
Le tecnologie generalmente usate dai WISP sono Wi-Fi, HIPERLAN, HIPERMAN, WiMax e Wireless Local Loop.

### Caratteristiche
I WISP godono generalmente di alcuni vantaggi, propri dell'infrastruttura utilizzata.
La possibilità di realizzare l'ultimo miglio con tecnologie differenti dal doppino telefonico garantisce l'indipendenza dalla compagnia telefonica che abbia il possesso della rete, ciò si rivela particolarmente importante quando la situazione è di sostanziale "monopolio Telecom". È comunque un fattore rilevante anche in quei casi in cui il doppino non possa, per motivi tecnici, fornire un'affidabilità adeguata all'attivazione di una linea ADSL. Inoltre, i collegamenti radio con tali tecnologie non hanno limitazioni intrinseche rispetto a quelle del doppino telefonico, in termini di banda trasferibile, anzi possono essere più performanti.
Inoltre, non essendo vincolati alla presenza di una centrale collegata con la banda larga in zona, i WISP possono risolvere il problema del divario digitale realizzando copertura, relativamente a basso costo, di zone in cui non sono attivabili linee cablate.
L'Associazione Assoprovider, da sempre in prima linea per favorire lo sviluppo del Wi-Fi in Italia, ha avviato una mappatura dei Comuni coperti da tecnologia Wireless (Hiperlan e Radiolan) in modalità ultimo miglio: dai primi dati raccolti risulta che più del 10% dei Comuni Italiani sono raggiunti dai wireless Internet service provider: tra i comuni coperti molti sono soggetti a divario digitale, ma vengono annoverate anche importanti aree metropolitane come Roma, Palermo, Padova.

## WISP e normativa
La fornitura di servizi e le possibilità di espansione di un WISP sono fortemente legate alla normativa disciplinante l'utilizzo delle tecnologie in particolare per quanto riguarda la disponibilità delle frequenze e i limiti di emissione.
WISP che sfruttino frequenze soggette a licenza possono offrire determinate garanzie (ad esempio latenza) grazie al fatto che i rischi di interferenza sono ridotti al minimo, non trattandosi di frequenze condivise. D'altra parte il costo delle licenze è generalmente elevato, e questo potrebbe limitare la competitività delle offerte di tali fornitori.
WISP che sfruttino invece frequenze condivise avranno costi decisamente minori, ma potrebbero essere soggetti a problemi di interferenza non previsti e quindi non è possibile offrire determinate garanzie, come la latenza, ed in genere viene garantita solo la banda. La convivenza di più WISP utilizzanti le medesime tecnologie è comunque possibile, purché vengano usati canali diversi. 
I limiti di emissione delle tecnologie utilizzate sono un fattore importante nella progettazione delle dorsali radio e nella fornitura della copertura all'utente. Ad esempio, Wi-Fi lavora a frequenze più basse rispetto ad HIPERLAN e quindi ha, teoricamente, meno sensibilità agli ostacoli. Tuttavia i limiti di emissione sono generalmente molto più bassi per il primo che per il secondo, cosa che porta HIPERLAN ad avere, nel complesso, potenzialità superiori. 
Un altro legame tra normativa e attività dei WISP riguarda la possibilità di realizzare o meno le dorsali con determinate tecnologie. Ad esempio, in Italia, la normativa impedisce l'utilizzo di WiMax per la realizzazione delle dorsali e, di conseguenza, un provider che abbia la licenza per l'utilizzo di WiMax deve collegare alla rete con diversa tecnologia i ripetitori che servono gli utenti finali.